# Mount Frakes
Mount Frakes är en vulkan i Antarktis. Den ligger i Västantarktis. Inget land gör anspråk på området. Toppen på Mount Frakes är 3 675 meter över havet.
Mount Frakes är den högsta punkten i trakten.